# María Paula Porras
María Paula Porras Morales (San José, Costa Rica, 18 de marzo de 2003) es una futbolista costarricense que juega como Centrocampista en el Sporting F. C. de la Primera División de Costa Rica.

## Trayectoria

### Deportivo Saprissa
En el 2018, Porras se consagró campeona de la máxima categoría costarricense.

### Sporting F. C.
El 30 de diciembre de 2022 se oficializó su fichaje al cuadro albinegro del Sporting F. C.. El 15 de enero de 2023, disputó la Supercopa de Costa Rica en su debut contra la L. D. Alajuelense, Porras fue alineada como titular, siendo sustituida en los tiempos extras del compromiso, el Sporting F. C. obtuvo la victoria por medio de tanda de penales en el marcador 1-3, obteniendo María Paula el primer título con el club.
El 27 de enero de 2023 debutó con el club en la primera fecha del Torneo Apertura 2023 contra la L. D. Alajuelense, el encuentro finalizó en el empate 1-1.

## Selección nacional

### Categorías inferiores
Fue convocada por el técnico José Catoya para representar a la selección sub-20 de Costa Rica en la Copa Mundial Sub-20 de 2022. El 10 de agosto de 2022, debutó en la Copa Mundial Sub-20 contra Australia, Porras ingresó al minuto 76, finalizando el encuentro con derrota 1-3. En el segundo partido, se enfrentó ante España, Porras ingresó al minuto 79, finalizando con la derrota 0-5. En el tercer partido, contra Brasil, María se mantuvo en el banco de suplencia en la derrota 5-0, dando por finalizado la participación de la cita mundialista en la cuarta posición con 0 puntos en la primera fase de grupos.

#### Participaciones en Copas del Mundo
| Mundial                     | Sede       | Resultado      | Partidos | Goles |
| --------------------------- | ---------- | -------------- | -------- | ----- |
| Copa Mundial Sub-20 de 2022 | Costa Rica | Fase de grupos | 2        | 0     |

### Selección absoluta
El 27 de julio de 2018 debutó con la selección de Costa Rica en los Juegos Centroamericanos y del Caribe, contra Trinidad y Tobago, Porras ingresó al minuto 82 por Fabiola Villalobos, y al minuto 90+4 realizó su primera anotación con la tricolor, finalizando con victoria 2-0.

#### Participaciones internacionales
| Competición                                  | Sede        | Resultado      | Partidos | Goles |
| -------------------------------------------- | ----------- | -------------- | -------- | ----- |
| Juegos Centroamericanos y del Caribe de 2018 | Colombia    | Subcampeón     | 4        | 1     |
| Juegos Centroamericanos y del Caribe de 2023 | El Salvador | Fase de grupos | 3        | 0     |

## Clubes
| Club               | País       | Año       |
| ------------------ | ---------- | --------- |
| Deportivo Saprissa | Costa Rica | 2017-2022 |
| Sporting F. C.     | Costa Rica | 2023-Act. |

## Palmarés

### Títulos nacionales
| Título                         | Equipo             | País       | Año  |
| ------------------------------ | ------------------ | ---------- | ---- |
| Primera División de Costa Rica | Deportivo Saprissa | Costa Rica | 2018 |
| Supercopa de Costa Rica        | Sporting F. C.     | Costa Rica | 2022 |